# Пёрпл, Адам
Адам Пёрпл (10 ноября, 1930 г. — 14 сентября, 2015 г.) — активист и городской садовник или «садовод — партизан», получил известность в г. Нью-Йорк благодаря своему «Райскому саду». Его имя при рождении — Дэвид Ллойд Уилки, хотя его называли также и другими именами, включая имя Rev. Les Ego.

## Ранние годы
Адам Пёрпл родился в городе Индепенденс штата Миссури в семье Ричарда и Хуаниты Уилки. Он был средним из семерых детей. Его отец работал слесарем, столяром, кузнецом, а мать Хуанита была портнихой, садовником, бухгалтером. В 1945 году Ричард попал под ток, когда тушил пожар, и погиб. Впоследствии он умер. Адам служил в Вооруженных силах США, получил степень магистра факультета журналистики Миссурийского университета. Он преподавал в средних школах и младших колледжах Калифорнии и Южной Дакоты. Продвигаясь на восток, он работал репортёром в ежедневной йоркской газете Йорка (Пенсильвания). В итоге, в 1968 году он обосновался в Нью-Йорке.

## Райский сад
Пёрпл считается основателем движения городского садоводства. Его «Райский сад», который он высаживал преимущественно в одиночку на протяжении пяти лет, начиная с 1975 года, стал известным общественным садом по улице Форсайт в Нижнем Ист-Сайде Манхэттена.
Начало саду было положено в период, когда город и его окрестности находились в упадке. В 1973 году было снесено здание, находившееся позади дома Пёрпла по улице Элдридж. Пёрпл со своей девушкой Евой решили заняться обустройством этой территории. Очистка территории заняла длительное время, так как пара использовала исключительно ручной труд. Современное оборудование считалось «контрреволюционным». Для удобрения почвы он использовал навоз, собранный из-под конных экипажей в окрестностях Центрального парка. Этим он добился увеличения плодородности почвы. Территория была готова к высадке уже к весне 1975 года. Сад был разбит в виде концентрических кругов с символом инь и ян в самом центре. После того, как здания, находившиеся по обе стороны от сада, были снесены, Адам стал добавлять новые круги к саду, увеличивая его. В итоге, территория сада составила 15 000 квадратных футов (1394 м²). В саду были высажены такие культуры как кукуруза, огурцы, помидоры «Черри», спаржа, малина ежевикообразная, земляника и 45 деревьев, включая восемь ореховых деревьев. В ноябре 1978 году Ева родила дочь, которую они назвали Нова Дон.

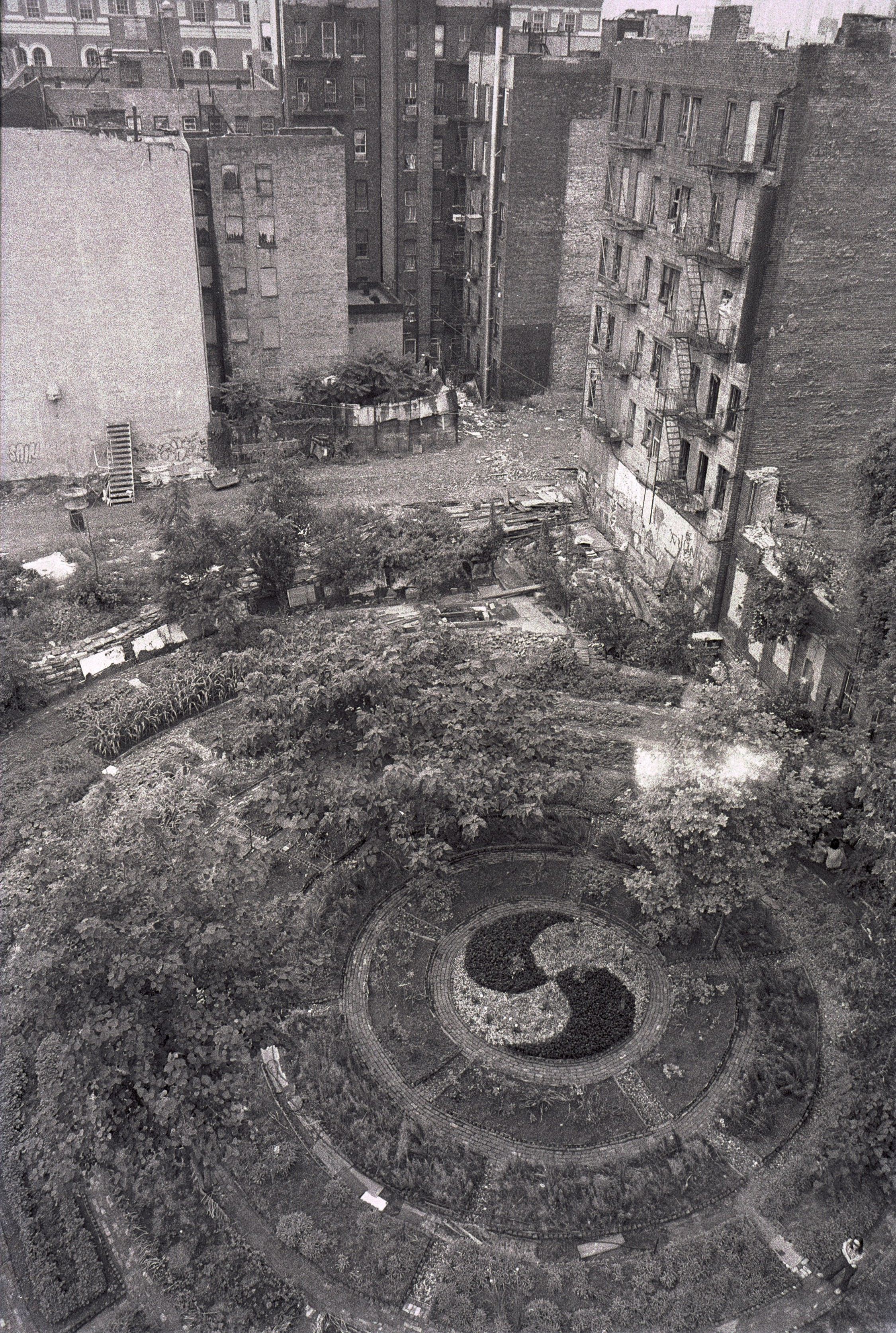
Городской сад Адама Пёрпла в Нижнем Ист-Сайде Манхэттена. 1984 год

В начале 1980-х в городе планировалось начать строительство многоквартирных домов. Эта инициатива вызвала возражения активистов и сторонников городского садоводства из окрестностей.
В 1984 году Художественная галерея архитектуры и искусства организовала групповую выставку и представила альтернативный проект, который сохранял «Райский сад» в составе проекта государственного строительства. Инициатива была отклонена. В 1985 году судья Федерального районного суда США Винсент Бродерик вынес решение об уничтожении сада. Сад был уничтожен 8 января 1986 года. На уничтожение сада ушло всего 75 минут, уничтожение произвёл карьерный погрузчик. После того, как «Райский сад» Пёрпла был уничтожен, друг Пёрпла — Георг Блис (дизайнер велосипедов) обозначил фиолетовыми следами дорожку от Нижнего Ист-Сайда к месту бывшего расположения сада.
Пёрпл является одним из пятидесяти людей, представленных в книге Harvey Wang’s New York. В этой книге содержатся фотографии и краткие биографические данные выдающихся людей Нью-Йорка. В 2006 году Пёрпл дал интервью Эми Брост для Стори Корп и при содействии Харви Вана был создан короткометражный фильм.

## Смерть
Пёрпл умер 14 сентября 2015 года в возрасте 84 лет во время передвижения на велосипеде вдоль Вильямсбургского моста.